# 실위
실위(室韋, 병음：Shìwéi)는 6세기에서 10세기까지 중국 동북부의 눈강(넌장강), 아르군강, 아무르강(흑룡강) 유역에 존재했던 동호족의 일파 부족이다. 별칭은 삼십 성 타타르(三十姓達旦), 구성 타타르(九姓達旦)이다. 위구르 제국이 키르키스인의 침략으로 멸망하고 서역으로 도주한 후 실위 중의 한 부족인 몽올실위가 현재의 몽골지역으로 이주하여 몽골제국의 직접 전신인 카마그 몽골을 형성하였다. 거린족이 요나라를 형성할 때에는 저복(阻卜), 오고(烏古), 적렬(敵烈), 달단(達旦) 등의 여러 부족으로 나뉘어 거란족의 지배를 받기도 했다.

## 각 부족

### 남북조 시대
북조에서 수까지 실위는 5개의 부족으로 분열한다.
- 남실위(南室韋)
- 북실위(北室韋)
- 발실위(鉢室韋)
- 심말달실위(深末怛室韋)
- 대실위(大室韋)…실위의 일부 부족이지만 다른 부족과는 말이 통하지 않았다.

### 고구려 시대
고구려 시대 때 다시 19개의 부족으로 분열한다.
- 영서실위(嶺西室韋)…파와실위의 동쪽.
- 산북실위(山北室韋)…오라호부(部)와 나례부(部)의 동북쪽.
- 황두실위(黄頭室韋)…영서실위의 동남쪽. 군사력이 강하였고, 인구도 많았다. 동북쪽은 달구(達姤)와 접했다.
- 대여자실위(大如者室韋)
- 소여자실위(小如者室韋)…산북실위의 북쪽.
- 파와실위(婆萵室韋)…소여자실위의 북쪽.
- 눌북지실위(訥北支室韋)…영서실위의 북쪽. 세력이 작았던 부락(部落)이었다.
- 낙타실위(駱駝室韋)
- 오색고실위(烏素固部落)…회홀의 동쪽.
- 이색몰부락(移塞沒部落)…오색고부(部)의 동쪽.
- 색갈지부락(塞曷支部落)…이색몰부(部)의 동쪽. 좋은 말(馬)을 산출(産出)하였고, 인구도 많았으며 제일 세력이 강했다.
- 화해부락(和解部落)…색갈지부(部)의 동쪽.
- 오라호부락(烏羅護部落)…화해부(部)의 동쪽.
- 나례부락(那禮部落)…화해부(部)의 동쪽.
- 오환국(烏丸国)…오라호(烏羅護)의 동북 2백여리. 오환족의 후손이었다.
- 대실위부락(大室韋部落)…오환국 북대산(北之大山)의 북쪽.
- 몽올실위(蒙兀室韋)(몽와부, 蒙瓦部)…후일 몽골.
- 낙조실위(落俎室韋)(낙탄부, 落坦部)…몽올실위의 북쪽.
- 동실위부락(東室韋部落)…오환국의 동남 300리. 오환족의 후손으로 추정된다.

## 역사

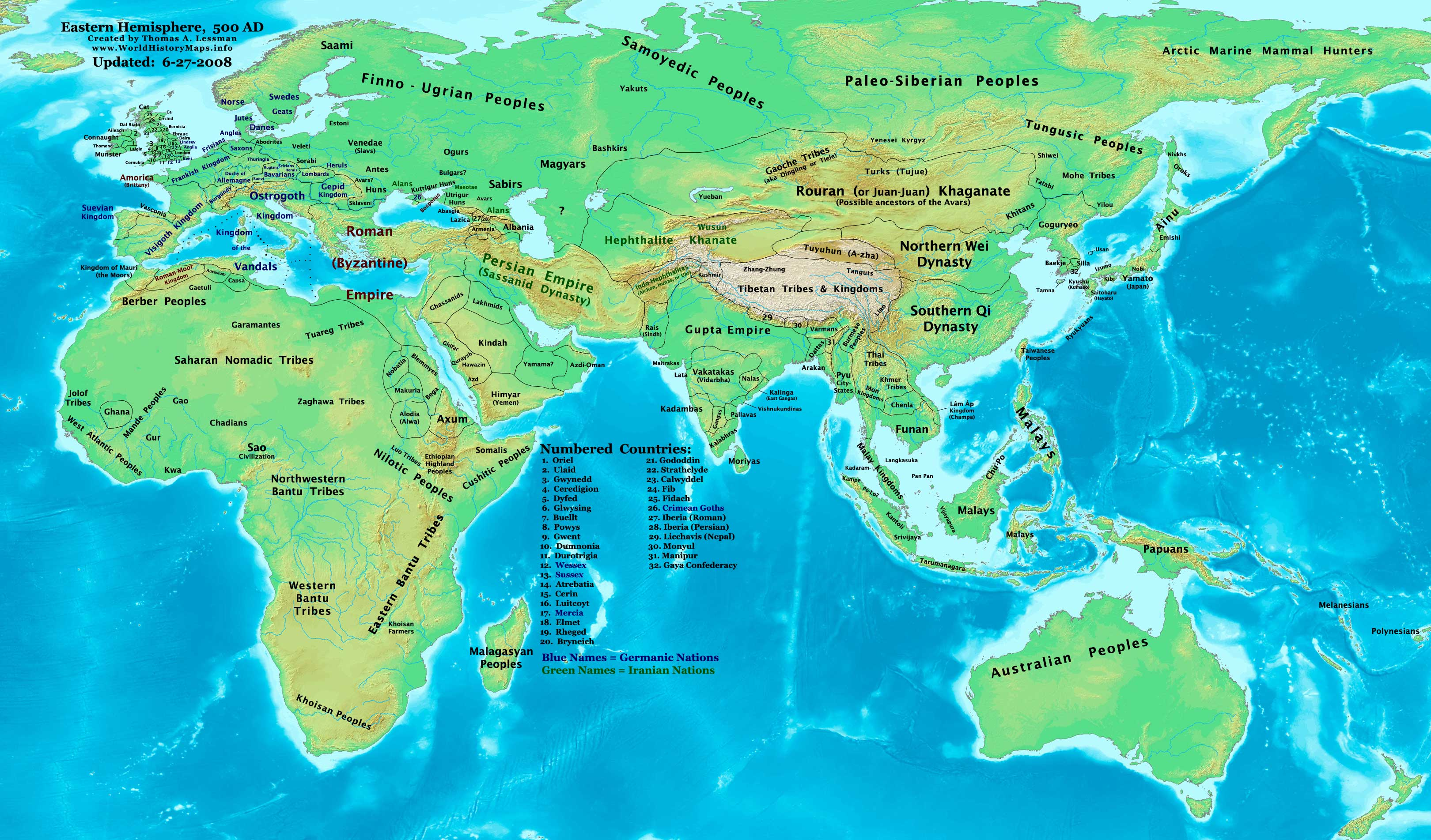
500년대의 당시 사회.

387년 고구려에 조공한 기록이 있다. 동위의 무정(2년 554년) 4월, 실위의 사신들이 동위에 조공했다는 기록이 있고, 천보 원년(550년), 동위의 선양을 받은 북제가 성립하여 선비족의 북제에게 조공한 기록이 있다. 
이후, 실위는 남실위, 북실위, 발실위, 심말달실위, 대실위의 5개 부족으로 나뉜다. 튀르크의 몽골 정복에 의해 부족장이 사라졌기 때문에 중앙아시아에서부터 몽골고원을 정복해 세력을 확대하고 있던 돌궐에서 파견된 3명의 튀르크 지배자 토둔(吐屯 : 감찰관)에 의해 실위인들은 관할당하게 되었다.

### 맹고국(萌古國)
요나라 대강 10년(1084년) 2월과 3월에 맹고국(萌古国)이 요나라에 사신을 파견한 것이 『요사』에 기록되어 있다.

## 풍속

### 산업
남실위는 조, 보리, 피가 풍부하고, 겨울은 목축을 한다. 담비의 가죽을 잘 얻었다. 철광이 없어 고구려에서 철광을 얻고 있었다. 북실위는 사슴을 노획하여 얻은 고기를 주식으로 하였고, 그 가죽으로 옷을 만들어 입었다. 어망으로 물고기를 잡고, 잡은 담비를 식생으로 하고 있었다.

### 언어
중국 사서에서는 실위의 언어는 고막해, 거란, 두막루와 유사하였다. 광개토대왕의 거란 정벌시 몽올실위 또한 복속되었다. 중앙아시아의 튀르크에 정복되어 튀르크화도 진행되었다. 후에 맹고국(萌古国)이 대두한 후로부터 몽골계로 추정한다.
『신당서』에는 실위의 언어가 말갈과 같다고 하였다.

### 혼인
남편이 죽으면 재혼하지 않는다.

### 장례
부모가 죽으면 시신은 숲에서 자라는 나무 위에(혹은 대붕(大棚) 위) 놓고, 사람들은 3년동안 상을 치른다.

### 부족장
실위에는 통일적인 부족군장이 없어, 각기 부족마다 족장이 있었다. 그 부족장을 「여막불만돌(餘莫弗瞞咄)」, 「걸인막하돌(乞引莫賀咄)」, 「막하돌(莫賀咄)」등으로 부른다. 부족장이 죽으면 그 아우나 아들이 후계를 잇는다. 만약 그에게 후계를 이을 후사가 없으면 부족에 있는 호걸을 천거하고 부족장에 세운다.

## 참고자료
- 『위서』(열전 제88권)
- 『수서』(열전 제49권 북적)
- 『북사』(열전 제82권)
- 『구당서』(열전 제149권 하(下) 북적)
- 『신당서』(열전 제144권 북적)
- 『신오대사』(사이부록 제3권)
- 『요사』(본기 제1권 태조 상(上), 본기 제2권 태조 하(下), 본기 제24권 도종 사(四))

## 같이 보기
- 오락후
- 거란
- 고막해
- 고구려
- 숙신
- 여진
- 동이
- 두막루
- 부여
- 발해
- 말갈
- 물길
- 몽골
- 달단
- 읍루
- 예맥